# Ровенское муниципальное образование
Ровенское муниципальное образование — городское поселение в Ровенском районе Саратовской области Российской Федерации.
Административный центр — рабочий посёлок Ровное.

## История
Статус и границы городского поселения установлены Законом Саратовской области от 29 декабря 2004 года № 115-ЗСО «О муниципальных образованиях, входящих в состав Ровенского муниципального района».

## Население
| 2009  | 2010  | 2011  | 2012  | 2013  | 2014  | 2015  |
| ----- | ----- | ----- | ----- | ----- | ----- | ----- |
| 5270  | ↗5439 | ↗5468 | ↘5411 | ↘5378 | →5378 | ↗5383 |
| 2016  | 2017  | 2018  | 2019  | 2020  | 2021  |       |
| ↗5433 | ↘5408 | ↗5416 | ↘5357 | ↘5295 | ↗5532 |       |

## Состав городского поселения
| № | Населённый пункт | Тип населённого пункта                  | Население |
| - | ---------------- | --------------------------------------- | --------- |
| 1 | Александровка    | село                                    | ↘68       |
| 2 | Береговое        | село                                    | ↘166      |
| 3 | Лиманный         | посёлок                                 | ↘371      |
| 4 | Новопривольное   | село                                    | ↘296      |
| 5 | Ровное           | рабочий посёлок, административный центр | ↗4550     |